# Bundesstraße 178
Bundesstraße 178 (spolková silnice 178; B178) je spolková silnice na východě německé spolkové země Sasko. Délka činí 42,5 kilometrů. Začíná odpojením od západovýchodní dálnice A4 u Weißenbergu (Wóspork), vede přes Löbau (Lubij) a u Žitavy přechází do polské DW332, resp. české I/35. Od roku 2000 probíhá přetrasování. Dosud chybí napojení na A4 a úsek Niederoderwitz (Wódrjeńca) - Oberseifersdorf. Jedná se tak silniční spojení s páteřním mezinárodním významem.

## Historie

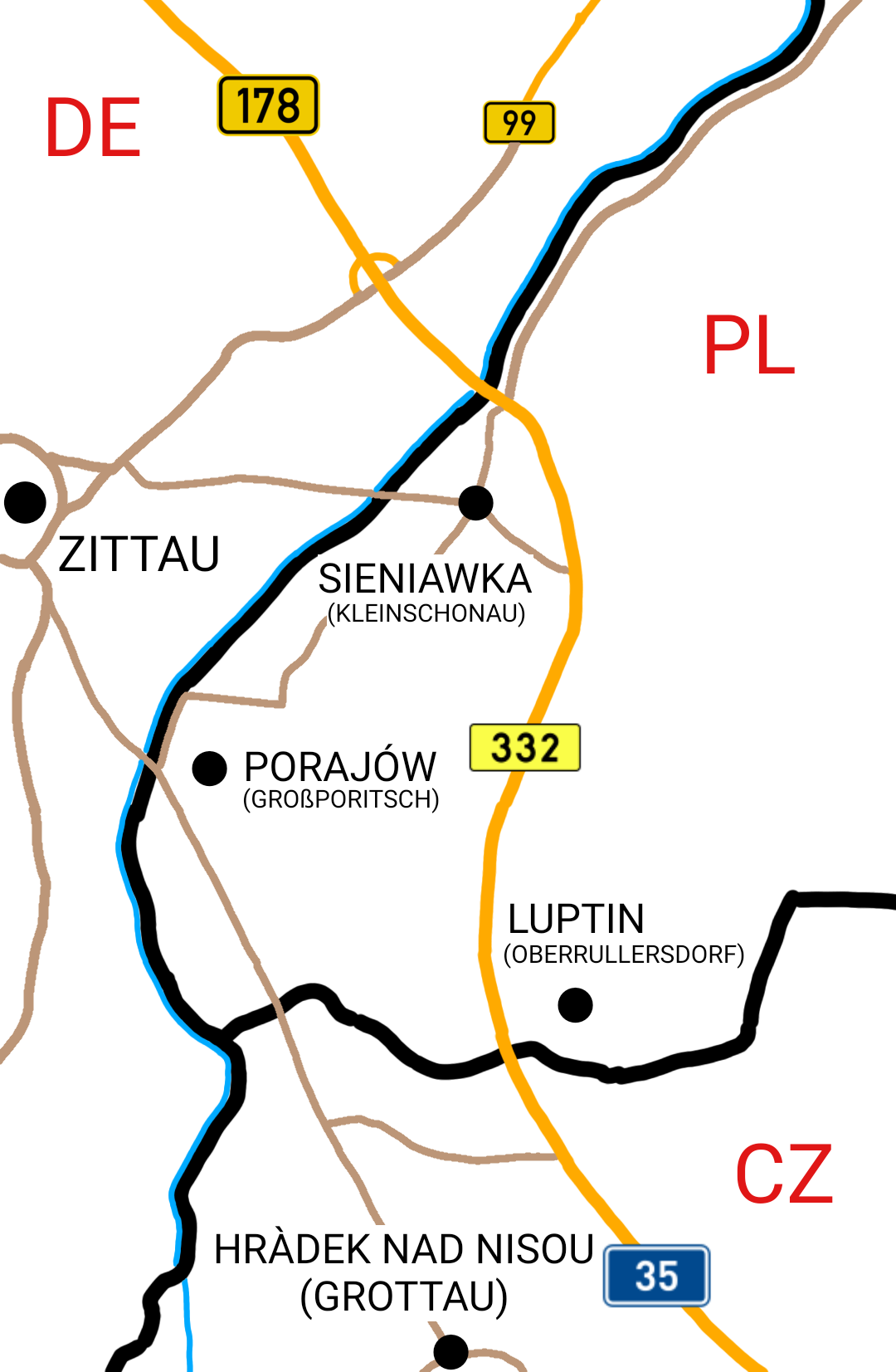
průběh na trojmezí

Výstavba "Vysoké vojenské a zemské silnice" (Hohe Heer- und Landstraße) probíhala v letech 1826-27. Z někdejších násepových domků (Chausseehaus) do současnosti zůstal zachován pouze domek u polního šenku (Feldschenke) u Oberseifersdorfu. Číslo 178 bylo silnici uděleno v rámci druhé vlny číslování dálkových silnic roku 1937. Tehdy silnice vedla v trase Löbau – Herrnhut – Großhennersdorf – Zittau.
V rámci debat o koncepci vedení místní silniční sítě po znovusjednocení bylo nakonec odhlédnuto od záměru postavit od Budyšína k Žitavě dálnici, namísto toho je v plánu dokončit silnici v pozměněné stopě v podobě 2+2.
Před rokem 2020 bylo v rámci podpor po ukončení těžby hnědého uhlí v Horní Lužici zvažováno pokračování silnice na sever od Weißenbergu. Studie proveditelnosti saského ministerstva dopravy byla diskutována s Braniborskem, výsledkem jednání bylo zamítnutí plánu pro jeho negativní vliv na životní prostředí a nepotřebnost kvůli existujícímu dostačujícímu spojení. Náklad 400 mil. eur by neměl svou hospodářskou návratnost.

## Výstavba
Od přijetí dopravní koncepce roku 2003 je záměrem vystavět B178 zcela v nové stopě (B178n) a napojit na polskou a českou silniční síť. Původně se s dokončením počítalo v roce 2008. Stará silnice je degradována na okresní silnici 8610 (K8610). Nová trasa tak povede od A4 u Weißenburgu přes Löbau a Zittau na jihovýchod na polskou DW332 a dále českou I/35.
Výstavba B178 byla rozdělena do pěti dílčích úseků a podúseků:
| Č.  | Úsek                             | Délka   | Pruhy | Výstavba         |
| --- | -------------------------------- | ------- | ----- | ---------------- |
| 1.1 | – Nostitz                        | 5,1 km  | -     | plánováno        |
| 1.2 | Nostitz (S112) – Löbau-Nord      | 6,3 km  | 2+2   | zprovozněno 2008 |
| 2   | Löbau-Nord – Löbau-Süd           | 4,1 km  | 2+2   | zprovozněno 2001 |
| 3.1 | Löbau-Süd – Obercunnersdorf      | 5,9 km  | 2+1   | zprovozněno 2010 |
| 3.2 | Obercunnersdorf – Niederoderwitz | 10,2 km | 2+1   | zprovozněno 2013 |
| 3.3 | Niederoderwitz – Oberseifersdorf | 5,9 km  | 2+1   | plánováno 2025   |
| 4   | obchvat Žitavy –                 | 4,1 km  | 2+1   | zprovozněno 2000 |
| 5   | – státní hranice                 | 0,9 km  | 2+1   | zprovozněno 2013 |

Výstavba byla financována ze zdrojů Evropského fondu pro regionální rozvoj (EFRE). V období 2000-2006 vyšel úsek 1.2 na 19,3 mil. eur, dalších 15 mil. eur bylo v letech 2007-2013 použito na úsek 3.1. I další úseky byly financovány z EFRE.

## Turistické dopravní značky
Roku 2010 byly podél silnice osazeny turistické dopravní značky.
- Schminke Haus od Hanse Scharouna
- Gusseiserner Turm (Litinová věž; Rozhledna krále Bedřicha Augusta)

## Galerie
- konec B178 na hraničním mostě přes Nisu u Žitavy
- pohled z polské DW332 před výstavbou mostu (2011)
- výstavba mostu přes Nisu (2012)
- hotový hraniční úsek (2013)
- blízko Löbau-Süd, v popředí stará silnice